# Henrik Åberg (artist)
Henrik Åberg, född 1976, är en svensk artist från Härnösand, som vann TV4:s tävlingsprogram Sikta mot stjärnorna 1995, där han imiterade Elvis Presley med sången "Blue Hawaii", samt skördade listframgångar i Sverige.
Han representerade också Sverige i Europafinalen av European Soundmix Show den 13 april 1996  i Amsterdam, då han imiterade Elvis Presley och framförde "Love Me Tender".
I Melodifestivalen 1996 tävlade han med "Du är alltid en del utav mej" skriven av Lasse Berghagen och Lasse Holm. Åberg kom inte till final, men låten blev en hit och låg på Svensktoppen i 36 veckor. Åberg gav sig därefter ut på sommarturné med eget band. Kapellmästare var Abba-basisten Rutger Gunnarsson. Av turnéshowens fjorton låtar var nio så kallade "Elvislåtar". Åren 1996–1998 hade Åberg med sammanlagt fem låtar på Svensktoppen. År 2001 låg också "En dans i morgonsolen", tillsammans med dansbandet Martinez, på listan i 17 veckor.

## Diskografi

### Album
- Du är alltid en del utav mej (1996, Sony Music)
- Hemma igen (1997, Sony Music)
- Allt jag har (2003, Annie Records och City Music)
- Elvis Forever: A Tribute To The King (2011, med Jack Baymoore)
- Mitt julalbum (2014, Radon Records/Naxos)[3]

## Melodier på Svensktoppen
- Du är alltid en del utav mej - 1996
- Bara en clown - 1996
- Vi ska aldrig ta farväl - 1997
- Jenny och jag - 1998
- Hemma igen - 1998
- En dans i morgonsolen - 2001 (med Martinez)

## Medverkan i radio och TV i urval
Henrik Åberg har gjort en del medieframträdanden även efter Sikta mot stjärnorna 1995.
- 24 februari 1996: Melodifestivalen, SVT.
- 1 juni 1996: Bingolotto, TV4
- 6 augusti 1996: Allsång på Skansen, SVT1[4]
- ? 1996: Årets låt, TV4 (4:e plats)
- ? 1996: Sommarturnén 1996 (SR P4)
- ? 1997: Solsta Café, SVT
- ? 1997: Upptåg med Oldsberg, SVT
- 1 mars 1997: Bingolotto, TV4
- 1 november 1997: Bingolotto, TV4[5]
- ? 1998: Radioupptagning från 1997, SR P4 (fyra låtar)
- 31 december 1998: Nyårsdans, TV4
- 19 januari 2002: Bingolotto, TV4[6]; framförde En dans i morgonsolen i duett med Martinez
- 8 november 2003: Bingolotto, TV4[7]; framförde Varje gång hon går förbi; singel från albumet "Allt jag har")
- ? 2003: Bingolotto, TV4; framförde Suspicious Minds
- 17 mars 2013: Bingolotto, TV4